# Сеанурі
Сеанурі (баск. Zeanuri (офіційна назва), ісп. Ceánuri) — муніципалітет в Іспанії, у складі автономної спільноти Країна Басків, у провінції Біская. Населення — 1330 осіб (2009).
Муніципалітет розташований на відстані близько 310 км на північ від Мадрида, 23 км на південний схід від Більбао.
На території муніципалітету розташовані такі населені пункти: (дані про населення за 2009 рік)
- Альцуста: 175 осіб
- Альцуага: 42 особи
- Астеррія: 89 осіб
- Ла-Пласа: 598 осіб
- Ібаргуен: 70 осіб
- Іпіньябуру: 91 особа
- Оцеменді: 79 осіб
- Ундуррага: 88 осіб
- Урібе: 98 осіб

## Демографія
Динаміка населення (INE ):

## Галерея зображень

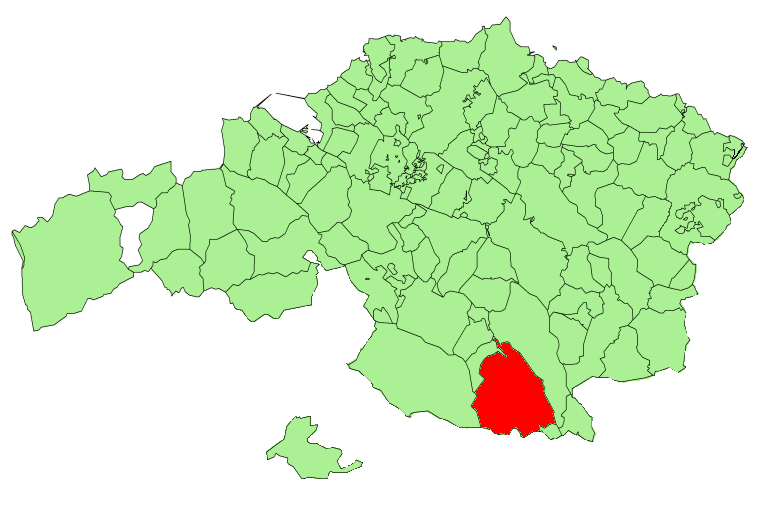
Розташування муніципалітету
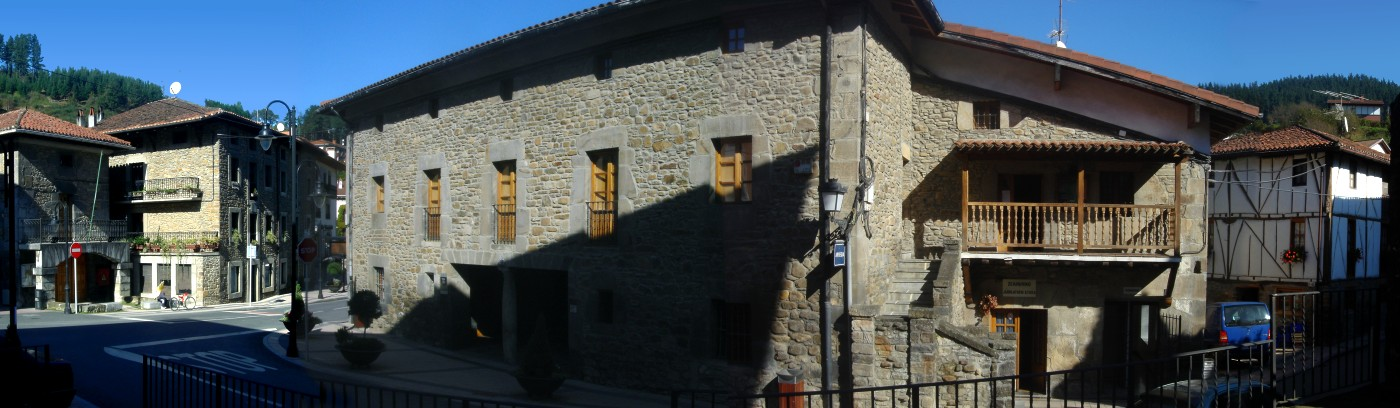
Сеанурі